# Festival di Cannes 1977
La 30ª edizione del Festival di Cannes si è svolta a Cannes dal 13 al 27 maggio 1977.
La giuria presieduta dal regista italiano Roberto Rossellini ha assegnato la Palma d'oro per il miglior film a Padre padrone di Paolo e Vittorio Taviani.
È stato un palmarès non unanime e contestato dalla stampa. Ci si aspettava che la Palma d'oro potesse essere assegnata a Claude Goretta, Wim Wenders, Theodoros Angelopoulos, Robert Altman o Ettore Scola, ma non ai Taviani.
La cattiva organizzazione, dimostrata ad esempio dalla presenza di più film nelle sezioni parallele che nella selezione ufficiale, è costata il posto al delegato generale Maurice Bessy, sostituito nell'edizione successiva da Gilles Jacob.
Non fu assegnato il Grand Prix Speciale della Giuria.

## Selezione ufficiale

### Concorso
- Tre donne (3 Women), regia di Robert Altman (USA)
- I cacciatori (Oi Kynigoi), regia di Theodoros Angelopoulos (Francia/Grecia)
- Questa terra è la mia terra (Bound for Glory), regia di Hal Ashby (USA)
- J.A. Martin photographe, regia di Jean Beaudin (Canada)
- Un taxi color malva (Un taxi mauve), regia di Yves Boisset (Francia/Irlanda/Italia)
- Le Camion, regia di Marguerite Duras (Francia)
- La communion solennelle, regia di René Féret (Francia)
- Kicma, regia di Vlatko Gilic (Jugoslavia)
- La merlettaia (La dentellière), regia di Claude Goretta (Francia/Svizzera/Germania)
- Podranki, regia di Nikolai Gubenko (Unione Sovietica)
- Ifigenia (Ifigeneia), regia di Mihalis Kakogiannis (Grecia)
- Un borghese piccolo piccolo, regia di Mario Monicelli (Italia)
- Foto di gruppo con signora (Gruppenbild mit Dame), regia di Aleksandar Petrović (Francia/Germania)
- Elisa, vita mia (Elisa, vida mía), regia di Carlos Saura (Spagna)
- Car Wash, regia di Michael Schultz (USA)
- Una giornata particolare, regia di Ettore Scola (Italia)
- I duellanti (The Duellists), regia di Ridley Scott (Gran Bretagna)
- Black Joy, regia di Anthony Simmons (Gran Bretagna)
- Racconti di Budapest (Budapesti mesék), regia di István Szabó (Ungheria)
- Padre padrone, regia di Paolo e Vittorio Taviani (Italia)
- Bang!, regia di Jan Troell (Svezia)
- L'amico americano (Der Amerikanische Freund), regia di Wim Wenders (Germania/Francia)

### Fuori concorso
- News from Home, regia di Chantal Akerman (Francia/Belgio/Germania)
- Camelamos naquerar, regia di Miguel Alcobendas (Spagna)
- Il gabbiano, regia di Marco Bellocchio (Italia)
- El mundo de Pau Casals, regia di Joan-Baptista Bellsolell (Spagna/Andorra)
- Le portrait de Dorian Gray, regia di Pierre Boutron (Francia)
- Uomo d'acciaio (Pumping Iron), regia di George Butler e Robert Fiore (USA)
- La bibbia (La bible), regia di Marcel Carné (Francia)
- Ciné Follies, regia di Philippe Collin (Francia)
- The Children of Theatre Street, regia di Robert Dornhelm (USA)
- Raoni, regia di Jean-Pierre Dutilleux (Francia/Brasile/Belgio)
- Un cuore semplice, regia di Giorgio Ferrara (Italia)
- Il funzionario nudo (The Naked Civil Servant), regia di Jack Gold (Gran Bretagna)
- Torre Bela, regia di Thomas Harlan (Italia/Portogallo)
- San Gottardo, regia di Villi Hermann (Svizzera)
- Colpo secco (Slap Shot), regia di George Roy Hill (USA)
- Aïda, regia di Pierre Jourdan (Francia)
- Scott Joplin, regia di Jeremy Kagan (USA)
- Mozart - Aufzeichnungen einer Jugend, regia di Klaus Kirschner (Germania)
- Harlan County, USA, regia di Barbara Kopple (USA)
- Paradistorg, regia di Gunnel Lindblom (Svezia)
- The Passionate Industry, regia di Joan Long (Australia)
- Partitura incompiuta per pianola meccanica (Neokonchennaya pyesa dlya mekhanicheskogo pianino), regia di Nikita Mikhalkov (Unione Sovietica)
- Ha-Gan, regia di Victor Nord (Israele)
- Rhinoceros, regia di Tom O'Horgan (USA/Gran Bretagna/Canada)
- Queridísimos verdugos, regia di Basilio Martín Patino (Spagna)
- Les lieux d'une fugue, regia di Georges Perec (Francia)
- La stanza del Vescovo, regia di Dino Risi (Italia)
- Moi, Tintin, regia di Henri Roanne e Gérard Valet (Francia/Belgio)
- Heinrich, regia di Helma Sanders-Brahms (Germania)
- That's Action, regia di G. David Schine (USA)
- Beethoven - Tage aus einem Leben, regia di Horst Seemann (Germania)
- Mais qu'est ce qu'elles veulent, regia di Coline Serreau (Francia)
- One Man, regia di Robin Spry (Canada)
- Life Goes to the Movies, regia di Mel Stuart (USA)
- Le ragioni del successo, regia di Luca Verdone (Italia)
- All This and World War II, regia di Susan Winslow (USA)

## Settimana internazionale della critica
- Omar Gatlato, regia di Merzak Allouache (Algeria)
- Ben et Bénédict, regia di Paula Delsol (Francia)
- Liebe das Leben, lebe das Lieben, regia di Lutz Eisholz (Germania)
- Dvadtsat dney bez voyny, regia di Aleksei German (Unione Sovietica)
- Seishun no satsujin sha, regia di Kazuhiko Hasegawa (Giappone)
- Etnocidio, notas sobre el mezquital, regia di Paul Leduc (Messico/Canada)
- Caminando pasos... caminando, regia di Federico Weingartshofer (Messico)

## Quinzaine des Réalisateurs
- Långt borta och nära, regia di Marianne Ahrne (Svezia)
- Urs Al-Zayn, regia di Khalid Al Siddiq (Kuwait)
- Soleil des hyènes, regia di Ridha Behi (Tunisia/Paesi Bassi)
- Il diavolo probabilmente (Le diable, probablement...), regia di Robert Bresson (Francia)
- Continuar a Viver, regia di António da Cunha Telles (Portogallo)
- Prata Palomares, regia di André Faria (Brasile)
- Les enfants du placard, regia di Benoît Jacquot (Francia)
- Nós por cá Todos Bem, regia di Fernando Lopes (Portogallo)
- 25, regia di Celso Luccas e José Celso Martinez Corrêa (Mozambico)
- Kilenc hónap, regia di Márta Mészáros (Ungheria)
- Les indiens sont encore loin, regia di Patricia Moraz (Svizzera/Francia)
- Why Shoot the Teacher?, regia di Silvio Narizzano (Canada)
- La historia me absolvera, regia di Gaetano Pagano (Svezia)
- Ora zero (Stunde Null), regia di Edgar Reitz (Germania)
- Llocsi Caimanta, fuera de aquí, regia di Jorge Sanjinés (Ecuador/Bolivia)
- La muerte de Sebastián Arache y su pobre entierro, regia di Nicolás Sarquís (Argentina)
- Ceddo, regia di Ousmane Sembène (Senegal)
- Gizmo!, regia di Howard Smith (USA)
- Jorden er flad, regia di Henrik Stangerup (Danimarca/Brasile)
- Chinois, encore un effort pour être révolutionnaires, regia di René Viénet (Francia)
- Aftenlandet, regia di Peter Watkins (Danimarca)

## Giuria
- Roberto Rossellini, regista (Italia) - presidente
- N'Sougan Agblemagnon, scrittore
- Anatole Dauman, produttore (Francia)
- Jacques Demy, regista (Francia)
- Carlos Fuentes, scrittore (Messico)
- Benoîte Groult, scrittore (Francia)
- Pauline Kael, giornalista (USA)
- Marthe Keller, attrice (Svizzera)
- Yuri Ozerov, regista (Unione Sovietica)

## Palmarès
- Palma d'oro: Padre padrone, regia di Paolo e Vittorio Taviani (Italia)
- Prix d'interprétation féminine: Shelley Duvall - Tre donne (3 Women), regia di Robert Altman (USA) ex aequo Monique Mercure - J.A. Martin photographe, regia di Jean Beaudin (Canada)
- Prix d'interprétation masculine: Fernando Rey - Elisa, vita mia (Elisa, vida mía), regia di Carlos Saura (Spagna)
- Premio per la migliore opera prima: I duellanti (The Duellists), regia di Ridley Scott (Gran Bretagna)
- Premio per la migliore musica (Prix de la meilleure partition musicale): Norman Whitfield - Car Wash, regia di Michael Schultz (USA)
- Grand Prix tecnico: Car Wash, regia di Michael Schultz (USA)
- Premio FIPRESCI:
  - Concorso: Padre padrone, regia di Paolo e Vittorio Taviani (Italia)
  - Sezioni parallele: Kilenc hónap, regia di Márta Mészáros (Ungheria)